# Rinconsaurus
Rinconsaurus là một chi khủng long, được Calvo & González-Riga (as González Riga) mô tả khoa học năm 2003.